# Janus (magazine)
Pour les articles homonymes, voir Janus.
Janus est un fanzine de science-fiction féministe édité entre 1975 et 1990 par Janice Bogstad, Jeanne Gomoll et Diane Martin à Madison, Wisconsin, et étroitement associé à la convention de science-fiction (en) de cette ville : la WisCon (plusieurs des livres de programmation (en) de la WisCon ont d'ailleurs constitués des numéros spéciaux de Janus). Il a été nommé à plusieurs reprises pour le prix Hugo du meilleur fanzine (1978, 1979 et 1980) cela a conduit à des accusations selon lesquelles si Janus n'avait pas été féministe, il n'aurait pas été nommé,. Dix-huit numéros ont été publiés de 1975 à 1980 ; il a été ensuite remplacé par Aurora SF (Aurora Speculative Feminism) à partir du numéro 19,,.

## Contributrices
Au cours de sa diffusion, Janus incluait des articles, des critiques, des illustrations et / ou des lettres de commentaires de divers notables[Quoi ?], notamment : Amanda Bankier, Marion Zimmer Bradley, Walter Breen, Linda Bushyager, Avedon Carol (en), Suzy McKee Charnas, CJ Cherryh, Buck Coulson (en), Samuel R. Delany, Gene DeWeese, Harlan Ellison, Alexis Gilliland, Mike Glicksohn (en), Joan Hanke-Woods (en), Teddy Harvia (en), Ursula K. Le Guin, Elizabeth Lynn, Loren MacGregor, Katherine Maclean, Vonda McIntyre, Alexei Panshin, Andy Porter (en), William Rotsler, Joanna Russ, Jessica Amanda Salmonson (en), Charles R. Saunders, Stu Shiffman, Gene Simmons, Wilson "Bob" Tucker, Joan Vinge, Harry Warner Jr. (en), F. Paul Wilson, Donald A. Wollheim et Susan Wood.